# Staphylococcus aureus resistente à vancomicina
Staphylococcus aureus resistente à vancomicina (VRSA, ou ainda SARV) são cepas de Staphylococcus aureus que adquiriram resistência ao antibiótico glicopeptídeo vancomicina. As bactérias podem adquirir genes de resistência por mutação aleatória ou através da transferência de DNA de uma bactéria para outra. Os genes de resistência interferem na função normal do antibiótico e permitem que as bactérias cresçam na presença do antibiótico. A resistência em VRSA é conferida pelo gene vanA e operon mediados por plasmídeos.  Ainda que as infecções por VRSA sejam incomuns, o VRSA é bastante resistente a outros tipos de antibióticos e uma ameaça em potencial à saúde pública porque as opções de tratamento são limitadas. O VRSA é resistente a muitos dos medicamentos usados para tratar infecções por S. aureus. Além disso, a resistência pode ser transferida entre bactérias.

## Mecanismo de resistência adquirida
O Staphylococcus aureus resistente à vancomicina foi relatado pela primeira vez nos Estados Unidos em 2002. Até o momento, os casos documentados de VRSA adquiriram resistência através da absorção de um conjunto de genes de resistência à vancomicina de Enterococcus (p.ex. VRE). O mecanismo adquirido é normalmente o gene e operon vanA de um plasmídeo em Enterococcus faecium ou Enterococcus faecalis.
Este mecanismo difere das cepas de Staphylococcus aureus com resistência intermediária à vancomicina (VISA), que parecem desenvolver concentrações inibitórias mínimas (CIM) elevadas à vancomicina através de mutações sequenciais, resultando em uma parede celular mais espessa e na síntese de quantidades excessivas de resíduos de D-ala-D-ala.

## Diagnóstico
O diagnóstico de Staphylococcus aureus resistente à vancomicina (VRSA) é realizado através da realização de testes de suscetibilidade em um único isolado de S. aureus à vancomicina. Isso é feito primeiro avaliando a CIM do isolado usando métodos laboratoriais padrão, incluindo difusão em disco, difusão em tira de gradiente e sistemas automatizados de teste de suscetibilidade antimicrobiana. Uma vez que a CIM é conhecida, a resistência é determinada comparando a CIM com os pontos de corte estabelecidos. Once the MIC is known, resistance is determined by comparing the MIC with established breakpoints.
As designações de resistência ou "R" são atribuídas com base em valores acordados chamados de pontos de corte. Os pontos de corte são publicados por organizações de desenvolvimento de padrões, como o U.S. Clinical and Laboratory Standards Institute, a British Society for Antimicrobial Chemotherapy e o European Committee on Antimicrobial Susceptibility Testing.

## Tratamento

Rifampicina (Rifampin)

Quando a concentração inibitória mínima de vancomicina é maior que 2 µg/mL, antibióticos alternativos devem ser usados. A abordagem mais comum é tratar com pelo menos um agente ao qual a bactéria seja suscetível por testes in vitro. Os agentes mais usados incluem daptomicina, linezolida, telavancina, ceftarolina e quinupristina-dalfopristina. Para pessoas com bacteremia por Staphylococcus aureus resistente à meticilina (MRSA) no contexto de falha da vancomicina, a Infectious Diseases Society of America recomenda daptomicina em alta dose, se o isolado for suscetível, em combinação com outro agente, por exemplo, gentamicina, rifampicina, linezolida, trimetoprima/sulfametoxazol ou um antibiótico betalactâmico.

## Histórico
Três classes de S. aureus resistente à vancomicina surgiram e diferem nas suscetibilidades à vancomicina: S. aureus com resistência intermediária à vancomicina (VISA), S. aureus com resistência intermediária heterogênea à vancomicina (hVISA) e S. aureus com alta resistência à vancomicina (VRSA).

### Staphylococcus aureuscom resistência intermediária à vancomicina (VISA)
O Staphylococcus aureus com resistência intermediária à vancomicina (VISA) foi identificado pela primeira vez no Japão em 1996 e, desde então, foi encontrado em hospitais em outras partes da Ásia, bem como no Reino Unido, França, EUA e Brasil. Também é denominado GISA (Staphylococcus aureus com resistência intermediária a glicopeptídeos), indicando resistência a todos os antibióticos glicopeptídeos. Essas cepas bacterianas apresentam um espessamento da parede celular, o que se acredita reduzir a capacidade da vancomicina de se difundir no septo de divisão da célula, necessário para um tratamento eficaz com vancomicina.

### Staphylococcus aureusresistente à vancomicina (VRSA)

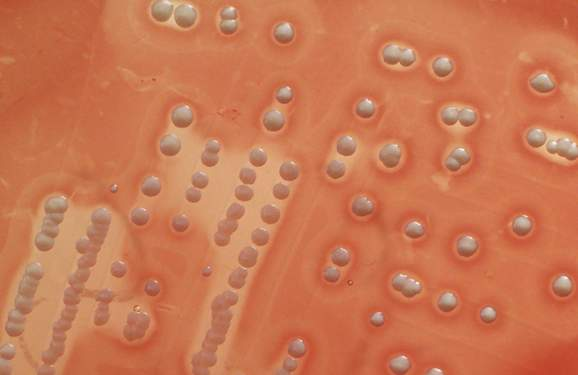
S. aureus num ágar sanguíneo

A alta resistência à vancomicina em S. aureus foi raramente relatada. Experimentos in vitro e in vivo relatados em 1992 demonstraram que genes de resistência à vancomicina de Enterococcus faecalis poderiam ser transferidos por transferência genética para S. aureus, conferindo alta resistência à vancomicina ao S. aureus. Até 2002, tal transferência genética não foi relatada para cepas selvagens de S. aureus. Em 2002, uma cepa de VRSA foi isolada de um paciente no Michigan. O isolado continha o gene mecA para resistência à meticilina. As CIMs de vancomicina do isolado de VRSA foram consistentes com o fenótipo VanA de espécies de Enterococcus, e a presença do gene vanA foi confirmada por reação em cadeia da polimerase. A sequência de DNA do gene vanA de VRSA foi idêntica à de uma cepa resistente à vancomicina de Enterococcus faecalis recuperada do mesmo catéter. O gene vanA foi posteriormente encontrado codificado num transposão localizado em um plasmídeo carregado pelo isolado de VRSA. Este transpóson, Tn1546, confere resistência à vancomicina do tipo vanA em Enterococcus.
Em 2019, 52 cepas de VRSA foram identificadas nos Estados Unidos, Índia, Irã, Paquistão, Brasil e Portugal.

### Staphylococcus aureuscom resistência intermediária heterogênea à vancomicina (hVISA)
A definição de hVISA de acordo com Hiramatsu et al. é uma cepa de Staphylococcus aureus que apresenta resistência à vancomicina em uma frequência de 10-6 colônias ou até maior.